# Lira (chanteuse)
Pour les articles homonymes, voir Lira.
Lerato Molapo, connu professionnellement sous le nom de Lira, est une chanteuse sud-africaine. Elle est née à Daveyton, sur le East Rand de Johannesburg. Son nom se traduit par « amour » en sesotho, une langue bantoue d'Afrique australe, et elle parle quatre langues. Elle a obtenu plusieurs disques de platine et a été primée onze fois au South African Music Award-winning Afro-Soul vocalist qui fait référence à sa musique comme "une fusion de la soul, du funk, et d'éléments de jazz et africains."

## Jeunesse
Son monde a été façonné par les dures réalités de l'Afrique du Sud  auparavant raciales et socio-économiques de l'apartheid. Elle a grandi en écoutant Miriam Makeba, Stevie Wonder, Aretha Franklin et Nina Simone qui allaient inspirer de sa propre écriture. Elle a commencé à se produire en directe à l'âge de 16 ans, en chantant à la fois des adaptations et des chansons auto-écrites .
En tant qu'étudiante de premier cycle, Lira a étudié la comptabilité et utilisé ses compétences en échange de temps d'enregistrement dans un studio local, permettant sa première démo à l'âge de 18 ans. Après l'obtention du diplôme, Lira a continué dans la comptabilité pendant deux ans. Ayant l'ambition d'être une chanteuse, elle envoya sa lettre de démission et a créé un plan de cinq ans pour sa carrière musicale

## Carrière
En 2000, elle a été découverte par le musicien/producteur Arthur Mafokate, qui l'a signé sur son label, 999 Music, et l'a aidé avec la sortie de son premier album, All My Love (2003). L'album a reçu les éloges du Metro FM Awards, South African Music Awards et du Canal O Reel Music Awards. L'année suivante, elle a quitté 999 Music et a fait équipe avec le claviériste Victor Mngomezulu, le bassiste Tshepo Sekele, et le producteur Robin Kohl, par la suite, elle a signé un contrat avec Sony Music Afrique et a sorti son premier album majeur du label Feel Good (2006). Un énorme succès, qui l'a conduit à de multiples nominations et des victoires au South African Music Awards (SAMA).

## Discographie

### Albums
- Feel Good (Sony/BMG Afrique, 2006)
- Soul in Mind (Sony/BMG Afrique, 2008)
- Lira Live in Concert: A Celebration (Sony/BMG Afrique, 2009)
- Return to Love (Sony/BMG Afrique, 2011)
- The LIRA EP (9 août 2011)
- Rise Again (Shanachie Records, 2014)
- Born Free (Otarel Music, 2016)

### Singles
- "All My Love" (2003)
- "Feel Good" (2006)
- "Ixesha" (2007)
- "Wa Mpaleha" (2008)
- "Phakade" (2010)
- "Rise Again" (2011)
- "Mali" (2012)

## Prix
| Année | Prix/Nominations |
| ----- | --- |
| 2004  | Metro FM Awards Nominations for Best R&B Album, Best Vocalist and Best Newcomer                                                                                             |
| 2004  | 10th Annual South African Music Awards Nomination for Best R&B Album (All My Love)                                                                                          |
| 2004  | Channel O Reel Music Award Winner |
| 2006  | 12th Annual South African Music Awards Nominations for Best New Artist, Best Female Artist, Best R&B Album, Best Video and Best Single (Feel Good)                          |
| 2007  | 13th Annual South African Music Awards Win for Best Music Video (Feel Good)                                                                                                 |
| 2008  | 14th Annual South African Music Awards Win for Best Selling Download (Feel Good), Best Music Video (Ixesha)                                                                 |
| 2009  | 15th Annual South African Music Awards Win for Best Female Artist, Best Adult Contemporary Album, Best Album of the Year (Soul in Mind), Best Remix of the Year (Feel Good) |
| 2009  | MTV Africa Awards Nominations for Best Female Artist and Best Artist of the Year                                                                                            |
| 2009  | MOBO Awards Nomination for Best African Act |
| 2009  | Channel O Reel Music Awards Nomination for Best Female Artist |
| 2010  | 16th Annual South African Music Awards Win Best Female Artist, Best Global Chart DVD (Live in Concert: A Celebration). Nomination for Best Album Packaging.                 |
| 2010  | Feather Awards Winner |
| 2011  | Channel O Music Video Awards Winner "Most Gifted Female Video" Nomination "Most Gifted Video of Year"                                                                       |
| 2012  | 18th Annual South African Music Awards Nominated "Best Smooth Urban" "Best Producer" "Best Engineer" "Remix of the Year" "Record of the Year"                               |
| 2012  | BET Awards Nomination "Best International Artist" |
| 2013  | South African Music Awards Winner "Best Live DVD" |
| 2014  | Africa Muzik Magazine Awards for Best Female Southern Africa – (Results Pending)                                                                                            |